# Jasmonat
Jasmonati (JA) so skupina rastlinskih hormonov, ki sodelujejo pri uravnavanju (regulaciji) rasti in razvoja rastlin. Med jasmonate uvrščamo jasmonsko kislino ter njene estre, kot je metil jasmonat (MeJa). Kot sorodni prostaglandini v sesalcih so tudi jasmonati derivati ciklopentanona, ki jih rastlina sintetizira iz maščobnih kislin, natančneje iz linolenske kisline preko oktadekanojske poti. Metil jasmonat daje značilen vonj jasminskemu olju, ki se uporablja v parfumih.
Količina jasmonatov v rastlinah variira glede na funkcijo določenega tkiva in tip celic, razvojno stopnjo ter glede na odziv na zunanji dražljaj oz. stimulus,  kot so mehanski dražljaji zaradi poškodb ali navijanja stebelnih vitic. Visoke količine se nahajajo tudi v cvetovih in perikarpu plodov pri razmnoževalnih strukturah v razvoju ter v kloroplastih osvetljenih rastlin.
Jasmonati so pomembni kot signalizatorji za obrambo pred žuželkami in glivičnimi patogeni, sodelujejo pa tudi pri zorenju peloda ter spodbujajo kalitev mirujočih semen in kopičenje (akumulacijo) določenih skladiščnih beljakovin. Vloga jasmonatov v cvetovih in plodovih je nejasna, kljub temu pa je predlagano, da sodelujejo z etilenom pri zorenju plodov in vplivajo na njihov delež karotenoidov. Nekatere raziskave so pokazale, da naj bi jasmonati tudi inducirali klorozo, tj. naj bi zavrli izražanje (ekspresijo) genov, ki nosijo zapis (kodirajo) za beljakovine, udeležene v fotosintezi; namen tega ni jasen, domnevano pa je, da naj bi na tovrstni način inducirana kloroza pomagala zmanjšati sposobnost rastline za asimilacijo ogljika v primeru prevelikih količin svetlobe ali ogljika.